# Tjungkjan
Il Tjungkjan (in russo Тюнгкян?) è un fiume della Siberia Orientale, affluente di destra del Tjung (bacino idrografico della Lena) che scorre nella Sacha (Jacuzia).
Il fiume scorre in direzione orientale e sfocia nel Tjung a una distanza di 711 chilometri dalla sua foce. La sua lunghezza è di 174 km, l'area del bacino è di 3 880 km².